# Мёрингия
Мёрингия (лат. Moehríngia) — род растений семейства Гвоздичные (Caryophyllaceae).

## Название
Научное название Moehringia дано роду Карлом Линнеем в 1753 году в Species Plantarum по фамилии немецкого врача и ботаника Пауля Мёринга (1710—1792).

## Ботаническое описание
Многолетние или однолетние длиннокорневищные и короткокорневищные травы высотой 5—30 см, образующие дерновинки. Растения голые или коротко курчаво опушённые с листьями от широкоэллиптических и яйцевидных до почти нитевидных, с 1 или 3 (5) жилками.
Цветки обоеполые, пятичленные, реже четырёхчленные, одиночные или собранные в рыхлые соцветия из полузонтиков. Чашечка из 4—5 широколанцетных или эллиптических, на верхушке острых или тупых чашелистиков 1,5—3 мм длиной с 1 (3) жилками. Лепестки белые, цельные и цельнокрайные, длиннее чашелистиков или короче их. Тычинок обычно 8 или 10. Завязь одногнездная, с довольно многочисленными семязачатками и 2—3 стилодиями.
Плоды — яйцевидные или почти шаровидные коробочки, вскрывающиеся 4—6 створками. Семена 0,7—1,2 мм в диаметре, почти гладкие, чёрно-бурые, с беловатым придатком — строфиолой.

## Географическое распространение
Представители рода распространены в умеренно тёплых районах Евразии, преимущественно в горных районах Европы.

## Классификация

### Таксономия
Moehringia L., 1753, Sp. Pl.: 359
Род Мёрингия относится к семейству Гвоздичные (Caryophyllaceae) порядка Гвоздичноцветные (Caryophyllales). Кладограмма в соответствии с Системой APG IV по состоянию на декабрь 2023 года:
|  |                                      |  |                                   |                                   |                      |  | ещё 40 семейств |              |              |                                                            |
|  |                                      |  |                                   |                                   |                      |  |                 |              |              | 30 подтвержденных видов и 34 вида, ожидающих подтверждения |
|  |                                      |  |                                   | порядок Гвоздичноцветные          |                      |  |                 |              | род Мёрингия |                                                            |
|  |                                      |  |                                   | порядок Гвоздичноцветные          |                      |  |                 |              | род Мёрингия |                                                            |
|  | отдел Цветковые, или Покрытосеменные |  |                                   |                                   | семейство Гвоздичные |  |                 |              |              |                                                            |
|  | отдел Цветковые, или Покрытосеменные |  |                                   |                                   |                      |  |                 |              |              |                                                            |
|  |                                      |  | ещё 63 порядка цветковых растений | ещё 63 порядка цветковых растений |                      |  |                 | еще 97 родов | еще 97 родов |                                                            |
|  |                                      |  |                                   | ещё 63 порядка цветковых растений |                      |  |                 |              | еще 97 родов |                                                            |

### Виды
- Moehringia × coronensis Behr
- Moehringia × hybrida A.Kern. ex Mazzetti
- Moehringia bavarica (L.) Gren.
- Moehringia ciliata Dalla Torre
- Moehringia dielsiana Mattf.
- Moehringia diversifolia Dolliner ex W.D.J.Koch
- Moehringia glaucovirens Bertol.
- Moehringia glochidisperma J.M.Monts.
- Moehringia grisebachii Janka
- Moehringia hypanica Grin & Klokov
- Moehringia insubrica Degen
- Moehringia intermedia Loisel.
- Moehringia intricata Willk.
- Moehringia jankae Griseb. ex Janka
- Moehringia lateriflora (L.) Fenzl
- Moehringia  lateriflora (L.) Fenzl — Мёрингия бокоцветковая
- Moehringia lebrunii Merxm.
- Moehringia macrophylla (Hook.) Fenzl
- Moehringia markgrafii Merxm. & Gutermann
- Moehringia minutiflora Bornm.
- Moehringia muscosa L.
- Moehringia papulosa Bertol.
- Moehringia pendula Fenzl
- Moehringia pentandra J.Gay
- Moehringia pichleri Huter
- Moehringia sedoides Cumino ex Balb.
- Moehringia tejedensis Willk.
- Moehringia tommasinii Marches
- Moehringia  trinervia [ Clairv. ] — Мёрингия трёхжилковая
- Moehringia umbrosa Fenzl
- Moehringia villosa Fenzl

В сводке Черепанова С. К. для территорий России и сопредельных государств (в пределах бывшего СССР) приводятся следующие виды:
- Moehringia muscosa L. typus — Мерингия моховидная  — Восточная Европа. Растёт на влажных известняковых скалах и мшистых каменистых склонах в горных лесах.
- Moehringia hypanica Grynj et Klok. — Мерингия бугская — Восточная Европа. Растёт на гранитных обнажениях Южного Буга, эндемик.
- Moehringia lateriflora (L.) Fenzl — Мерингия бокоцветная — Восточная Европа, Западная Сибирь, Восточная Сибирь, Дальний Восток. Встречается на лесных полянах и опушках, пойменных гривах с дубом, в разреженных лесах.
- Moehringia  trinervia (L.) Clairv. — Мерингия трёхжилковая — Восточная Европа, Кавказ, Западная Сибирь, Восточная Сибирь, Средняя Азия. — В лесах, на лесных полянах и опушках.
- Moehringia  umbroza (Bunge) Fenzl — Мерингия теневая — Средняя Азия. В еловых и арчевых лесах.